# Ronald Bottrall
Francis James Ronald Bottrall, född 2 september 1906, död 25 juni 1989, var  en brittisk författare och litteraturhistoriker.

## Biografi
Bottrall var, efter studier i Cambridge, lektor i engelska vid Helsingfors universitet 1929-1931, föreläsare vid Princeton University 1931-1933 och i Singapore 1933-1937. Han var biträdande föreståndare vid British Institute i Florens 1937-1938, anställd vid London Univeristy School of Oriental and African Studies 1939-1945, chef för British Council i Sverige 1941-1944 och i Italien från 1945. Bottrall, som under sin vistelse i skilda delar av välden kom i kontakt med olika kulturer, var en lärd diktare, som tog intryck av Ezra Pound och T. S. Eliot i sin språkligt svårtillgängliga, starkt intellektualiserade, pessimistiska lyrik. Bland hans verk märks The loosening (1931), Festivals of fire (1934) samt Farewell and welcome (1945). Bottrall utgav tillsammans med Gunnar Ekelöf T. S. Eliots Dikter (1942) och tillsammans med Margaret Bottrall The Zephyr book of English verse (1945), båda med inledning av Ronald Bottrall. Hans Selected poems utgavs 1946 med inledning av Edith Sitwell.